# NGC 2881-1
NGC 2881-1 في الفهرس العام الجديد، هي مجرة، تقع في كوكبة الشجاع. اكتشفت في 9 فبراير 1886 بواسطة لويس سويفت.

## روابط خارجية
- NGC 2881-1 على موقع ويكي سكاي: DSS2, SDSS, GALEX, IRAS, Hydrogen α, X-Ray, Astrophoto, Sky Map, Articles and images